# All In (2025)
All In (2025) или продвигаемое как All In: Texas — это третье по счёту Pay-per-view (PPV) реслинг-шоу в истории All In, которое провёл американский реслинг-промоушн AEW и четвёртый All In в целом. Это стало первым PPV от AEW, которое прошло в штате Техас.
На шоу было проведено двенадцать матчей, включая три на пре-шоу. В последнем матче шоу, которое было частью тройного главного события, «Вешатель» Адам Пейдж победил Джона Моксли в Техасском Смертельном матче (англ. Texas Deathmatch) и стал Мировым чемпионом AEW. Во втором главном событии, которое было предпоследним матчем, Континентальный чемпион AEW Кадзутика Окада победил Международного чемпиона AEW Кенни Омегу в матче Победитель забирает всё, чтобы объединить чемпионства и стать первым Объединенным чемпионом AEW. В первом главном событии шоу «Вне Времени» Тони Шторм победила Мерседес Моне и сохранила Чемпионство мира AEW среди женщин. В других важных матчах, Сверв Стрикленд и Уилл Оспрей победили Янг Бакс (Мэттью Джексона и Николаса Джексона), и как результат, у Янг Бакс сняли титул Исполнительных Вице-президентов AEW. На шоу также произошли возвращения Коупа, Брайана Дэниелсона, Джуса Робинсона и Дарби Аллина, который взял отпуск из-за того, что он успешно взобрался на гору Эверест.

## Оценки и отзывы шоу
Дейв Мельтцер из Wrestling Observer Newsletter поставил оценки шоу All In 2025 года:
- Матч-открытие на 2,25 звезды
- Командный матч 4 на 4 с «Большым Взрывом!» Эй. Джейем на 3 звезды
- Матч ФТР против Аутраннеров на 4 звезды
- Матч за Командные чемпионства трио на 3.75 звезды
- Мужской и Женский матч Казино Гаунлет оба на 4 звезды
- Матч за Чемпионство TNT на 3 звезды
- Матч за Мировое Командное чемпионство AEW на 4 звезды
- Матч Стрикленда и Оспрея против Янг Баксов на 5.5 звёзд
- Матч за Женское Мировое Чемпионство AEW на 4.75 звезды
- Матч за Объединённое чемпионство AEW на 4.75 звезды
- Матч за Мировое Чемпионство AEW на 5.5 звёзд.[2]

## Результаты матчей
| №                                                                                       | Результаты | Условия | Время |
| --------------------------------------------------------------------------------------- | --- | --- | ----- |
| 1P                                                                                      | Сыновья Техаса (Дастин Роудс, Маршалл Фон Эрих, Росс Фон Эрих и Сэмми Гевара) (с Кевином Фон Эрихом) победили (Шейна Тейлора, Ли Мориарти, Карли Браво и Капитана Шона Дина) (с Энтони Огого и Триш Адора) | Командный матч 4 на 4 | 7:15  |
| 2P                                                                                      | "Большой Бум" Эй.Джей и Конгломерация (Кайл О'Райли, Голограмма и Томохиро Исии) (с Большим Джастис и Риззлером) победили Семью Дон Каллис (Хечихеро, Лэнс Арчер, Рокки Ромеро и Трента Беррета)           | Командный матч 4 на 4 | 12:45 |
| 3P                                                                                      | ФТР (Кэш Уилер и Дакс Харвуд) (с Стокели Хеттевей) победили Аутраннеров (Труф Магнум и Турбо Флойд) | Командный матч | 16:10 |
| 4                                                                                       | Оппс (Кайуёри Сибата, Пауэрхаус Хоббс и Самоа Джо) (ч) победили Смертельных Всадников (Клаудио Кастаньоли, Вилер Юта) и Гейба Кидда                                                                        | Матч Трио за Чемпионство мира AEW среди трио | 14:10 |
| 5                                                                                       | Максвелл Джейкоб Фридман (MJF) победил удержав Родерика Стронг | Мужской матч Casino Battle Royale за будущий матч за Чемпионство мира AEW | 34:55 |
| 6                                                                                       | Дастин Роудс победил Даниеля Гарсию (с "Магическим Папой" Мэтт Мэнардом), Кайла Флетчера и Сэмми Гевара | Четырёхсторонний матч за вакантное Чемпионство TNT AEW | 15:45 |
| 7                                                                                       | Сверв Стрикленд и Уилл Оспрей (с Принцом Наной) победили Янг Бакс (Мэтт Джексон и Ник Джексон) | Командный матч Поскольку Янг Бакс проиграли, с них сняли титулы Исполнительных Вице-президентов. Если бы Стрикленд и Оспрей проиграли, они бы не могли претендовать на Чемпионство мира AEW один год. | 25:50 |
| 8                                                                                       | Афина победила удержав Мину Шикараву | Женский матч Casino Battle Royale за будущий матч за Чемпионство мира AEW среди женщин | 27:00 |
| 9                                                                                       | Синдикат Боли (Бобби Лэшли и Шелтон Бенджамин) (ч) (с МВП и МЖФ) победили JetSpeed (Кевин Найт и Майк Бэйли) и Патриархов (Кристиан Кейдж и Ник Уэйн) (с Кип Сабиан и Мамой Уэйн)                          | Трёхсторонний командный матч за Командное чемпионство мира AEW | 18:40 |
| 10                                                                                      | "Вне Времени" Тони Шторм (ч) (с Лютером) победила Мерседес Моне | Титульный матч за Чемпионство мира AEW среди женщин | 24:10 |
| 11                                                                                      | Кадзутика Окада (Континентальный) (с Доном Каллис) победил Кенни Омегу (Интернациональный) (с Кота Ибуси)                                                                                                  | Матч Победитель Забирает Всё чтобы объединить Континентальное чемпионство AEW и Международное чемпионство AEW в первое Объединённое чемпионство AEW                                                   | 30:32 |
| 12                                                                                      | "Вешатель" Адам Пейдж победил Джона Моксли (ч) (с Мариной Шафир) по болевому | Техасский Смертельный матч за Чемпионство мира AEW | 35:55 |
| - (ч) – чемпион на начало матча - P – указывает, что матч прошёл на предварительном шоу | | |       |